# Coppa di Jamshid

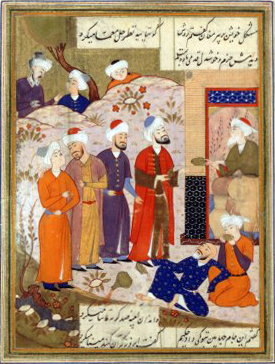
Hafez guardando la Coppa di Jamshid, Biblioteca nazionale di Francia, manoscritto turco del 1477, autore sconosciuto, di Shiraz, Iran.

La coppa di Jamshid (in persiano جام جم‎, jām-e Jam) è una coppa divinatoria che nella mitologia persiana fu a lungo posseduta dai sovrani dell'antica Grande Persia. Il suo nome è associato a Jamshid (Jam nel nuovo persiano), una figura mitologica della cultura e della maggiore tradizione iraniana. La coppa era anche chiamata Jam-e Jahan nama, Jam-e Jahan Ara, Jam-e Giti nama e Jam-e Kei-khosrow. Quest'ultimo si riferisce a Kaei Husravah nell'Avesta e a Sushrava nei Veda.
La coppa è stata oggetto di molte poemi e storie persiane. Molti autori hanno attribuito il successo dell'impero persiano al possesso di questo manufatto. Esso appare ampiamente nella letteratura persiana.
Si diceva che la coppa ("Jām") fosse piena di un elisir di immortalità e fosse usata per la pratica divinatoria. Come menzionato da Ali-Akbar Dehkhoda, si credeva che tutti e sette i cieli dell'universo potessero essere osservati guardandoci dentro (از هفت فلک در او مشاهده و معاینه کردی). Si credeva che fosse stata scoperta a Persepoli in tempi antichi. Si diceva che il mondo intero si riflettesse in esso e che le divinazioni all'interno della coppa rivelassero profonde verità.
 

La coppa di Jamshid a sette anelli è citata nel poema classico Rubaiyat del persiano dell'XI secolo ʿUmar Khayyām. Vedi il quinto verso nella quinta traduzione di Edward Fitzgerald:
Iram è davvero scomparso con tutte le sue rose/ e la coppa delle sette fasce di Jamshid – nessuno sa dove; / ma ancora cede la vite l'antico suo rubino, / ancora un giardino fiorisce presso l'acqua.
Trova menzione anche nel Sawāneḥ, scritto dal mistico sufi persiano Ahmad Ghazali:
Finché il calice che mostra il mondo è nella mia mano, la ruota del cielo in alto si abbassa davanti a me / Finché la Kaʿba del non essere è la qebla del mio essere, l'uomo più sobrio del mondo è inebriato da me.
Nella letteratura del XX secolo, la coppa era menzionata nella poesia del poeta, filosofo e uno dei padri fondatori del Pakistan dell'Asia meridionale, Allama Muhammad Iqbal nella sua poesia Tasveer E Dard (italiano: Il Ritratto dell'Angoscia).
Urdu (translitterato): "Agar Dekha Bhi Uss Ne Sare Aalam Ko To Kya Dekha? Nazar Ayi Na Kuch Apni Haqiqat Jaam Se Jam Ko ". Italiano (tradotto): Anche se ha visto il mondo intero, cosa ha visto? Jam non poteva vedere la propria realtà nella coppa del vino.